# Hanns Hoffmann (Architekt)
Hanns Hoffmann (* 4. September 1930 in Verden (Aller); † 27. August 2014 in Düsseldorf) war ein deutscher Architekt.

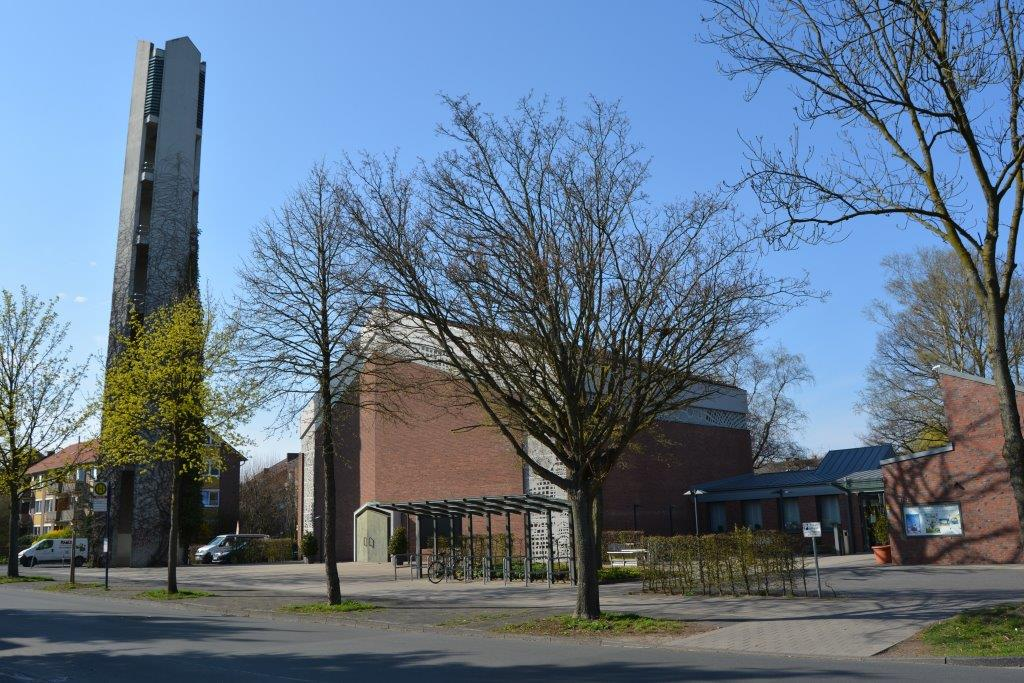
Epiphaniaskirche Münster (1963)

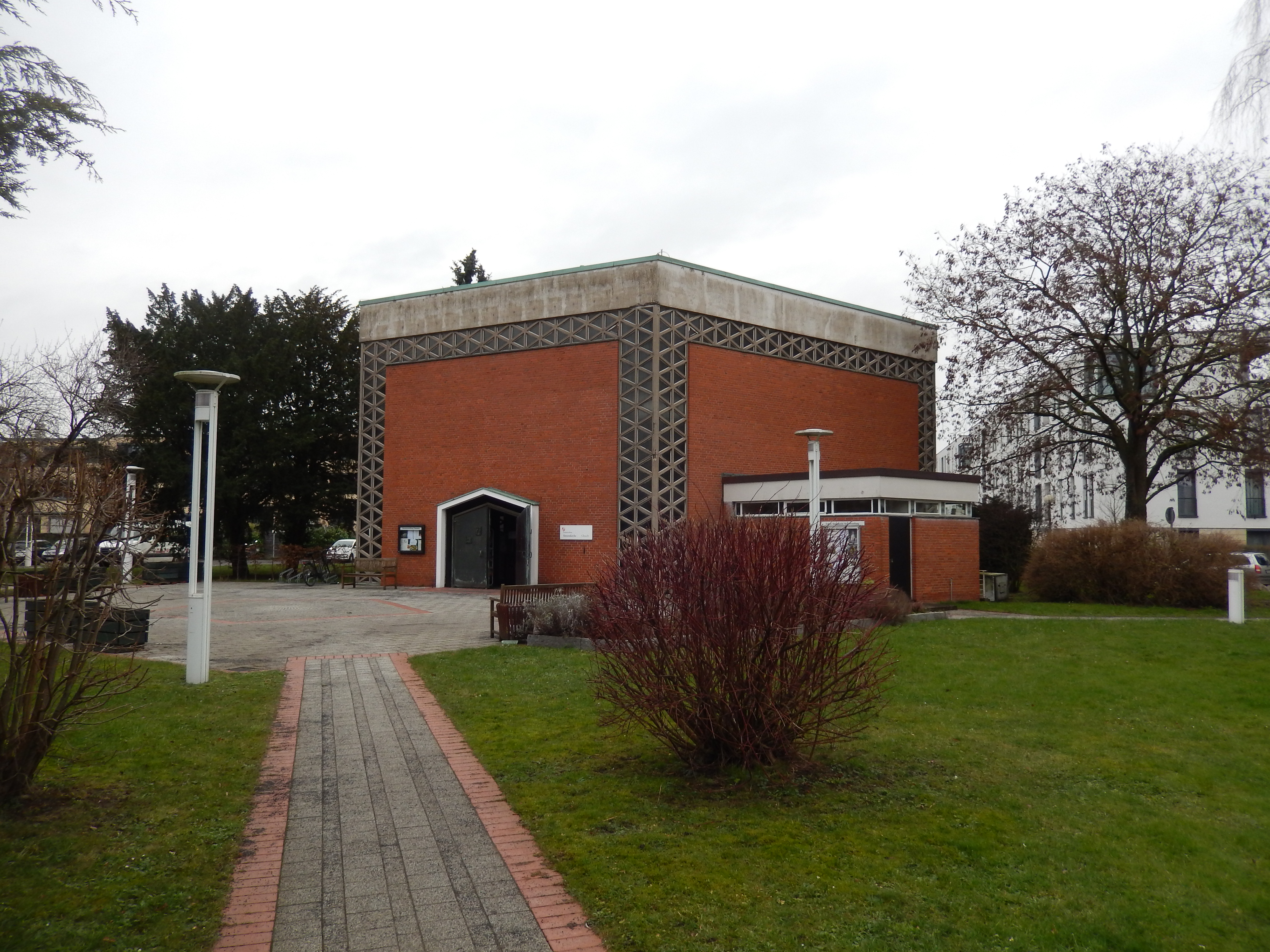
Simeonkirche Hannover (1964)

## Leben
Nach dem Abitur am Domgymnasium Verden studierte der Pfarrerssohn von 1949 bis 1954 an der TU Darmstadt Architektur, u. a. bei dem Stadtplaner und Architekturhistoriker Karl Gruber und dem Autor der Bauentwurfslehre, Ernst Neufert. Hoffmann war Assistent an den Lehrstühlen von Graf, Gruber, Neufert und Theo Pabst.
Noch während des Studiums erzielte er erste Preise bei Wettbewerben für ein Ehrenmal in Verden und für die Stadthallen in Koblenz.
Nach einer Phase freier Mitarbeit bei verschiedenen Architekten im Kirch- und Schulbau und zahlreichen Wettbewerbserfolgen ließ sich Hoffmann 1957 mit eigenem Büro in Münster nieder und betrieb schwerpunktmäßig den Bau von Schulen, Kirchen und Gemeindezentren. 
Ab 1964 wurde im Zusammenhang mit dem schleswig-holsteinischen Kapellenbauprogramm  in Kiel ein Zweigbüro unterhalten.
1980 erfolgte die Übersiedlung nach Düsseldorf, wo Hoffmann sich intensiv der Verbandsarbeit widmete und kurz vor seinem 84. Geburtstag verstarb. Im Rahmen seiner Tätigkeit entstanden über 40 evangelische Gemeindezentren, 17 Kirchen sowie Schulen, Heime, Sozial- und Wirtschaftsbauten; ferner einige Privathäuser. Teile seines Nachlasses konnten im Archiv für Architektur und Ingenieurbaukunst NRW in Dortmund gesichert werden.

## Mitgliedschaften
- Verbandstätigkeit im Bund Deutscher Architekten (BDA) als Vorsitzender der Bezirksgruppe Münster
- Mitglied im Bundesvorstand des BDA
- Mitglied des Amtes für Bau- und Kunstpflege der Evangelischen Kirche von Westfalen.
- Veranstaltung von Podiumsdiskussionen und deren Moderation.
- Mitglied im Rotary Club Neandertal
- seit 1995 Familiare am Zisterzienserkloster Amelungsborn

## Bauten
- 1957: Wohnhaus Prof. Dr. Lüderitz
- 1961: Gnadenkirche in Münster
- 1963: Epiphaniaskirche in Münster
- 1963: Wohnhaus Hoffmann in Münster
- 1963–1966: Melanchthonschule mit Gemeindezentrum und Andreaskindergarten (Evangelisches Dreieck) in Münster-Coerde
- 1964: Simeonkirche in Hannover
- 1965: Kapelle in Sarzbüttel
- 1967: Apostelkirche in Hamm
- 1968: Gemeindezentrum in Marl-Brassert
- 1968: Wohnhaus Terner
- 1968: Erlöserkirche in Reckenfeld
- 1968: Christuskirche (Rethwisch) in Rethwischdorf
- 1970: Kapelle in Pelzerhaken
- 1970: Kapelle in Todendorf
- 1972: Friedenskirche in Herten, Kaiserstraße 167
- 1972: Pascal-Gymnasium Münster in Münster-Uppenberg
- 1973: Wohnhaus Altheim
- 1974: Familienerholungsheim in Borkum
- 1975: Wohnhaus Klempt